# Terje Hilde
Terje Kristian Hilde (* 14. Januar 1986 in Bærum) ist ein ehemaliger norwegischer Skispringer.

## Werdegang
Hilde, der für den Asker Skiklubb startet und der Trainingsgruppe Kollenhopp angehört, gab sein internationales Debüt im Januar 2003 bei der Junioren-Olympiade. Dabei landete er in Planica mit dem Team auf Anhieb auf dem zweiten Platz und gewann damit die Silbermedaille. Nach einem weiteren sechsten Rang im Einzel, erhielt er einen Startplatz für die Nordischen Junioren-Skiweltmeisterschaften 2003 in Sollefteå, wo er mit der Mannschaft auf den vierten Rang sprang und damit nur knapp die Medaillenränge verpasste.
Im August 2003 gab Hilde sein Debüt im Skisprung-Continental-Cup und landete in Trondheim als 28. auf Anhieb innerhalb der Punkteränge. Auch in Lillehammer im Dezember sammelte er als 30. erneut einen Punkt. Bei den Nordischen Junioren-Skiweltmeisterschaften 2004 in Stryn landete er mit der Mannschaft erneut auf Rang vier und wurde im Einzel Zehnter. Im Continental Cup konnte er nach der Junioren-WM nicht auf Anhieb an die Punkteerfolge der Vorsaison anknüpfen.
Erst in Lillehammer im August 2005 gelang es Hilde erneut wichtige Punkte zu gewinnen. Jedoch verlief die Wintersaison 2005/06 sowie auch die Saison 2006/07 ohne Erfolge. In der Saison 2006/07 gewann er lediglich drei Punkte. Erst in der Skisprung-Continental-Cup 2007/08 konnte Hilde wieder überzeugen. In Engelberg startete er mit zwei Elften Plätzen in die Saison. Nach weiteren Top-20-Platzierungen in Sapporo ließen seine Leistungen jedoch erneut nach, weshalb er trotz Platz 57 und 105 Punkten in der Continental-Cup-Gesamtwertung seine aktive Karriere nach dem Saisonende beendete.
Terje Hilde ist der ältere Bruder von Tom Hilde und lebt heute in Asker.

## Erfolge

### Continental-Cup-Platzierungen
| Saison  | Platz | Punkte |
| ------- | ----- | ------ |
| 2003/04 | 141.  | 001    |
| 2006/07 | 131.  | 003    |
| 2007/08 | 057.  | 105    |